# William Kurelek
William Kurelek, C.M., (3 mars 1927 - 3 novembre 1977) était un artiste et un écrivain canadien.

## Biographie
William Kurelek est né près de Whitford dans la région du centre de l'Alberta en 1927, dernier d'une famille immigrée ukrainienne de sept enfants. Ses frères et sœurs se nomment Bill, John, Winn, Nancy, Sandy, Paul et Iris. Sa famille perd sa ferme durant la crise de 1929 et déménage à Stonewall dans le Manitoba. Là, il développe un premier intérêt pour l'art mais n'y est pas encouragé par ses parents. Il fréquente l'Ontario College of Art & Design de Toronto puis l'Instituto Allende de Mexico, mais reste essentiellement un autodidacte.
Âgé d'un peu plus d'une vingtaine d'années, Kurelek s'installe en Angleterre. En 1952, souffrant d'une dépression et de problèmes d'ordre émotionnel, il est admis au Maudsley Hospital, un hôpital psychiatrique de Londres, et y est traité pour schizophrénie. Il peint alors The Maze, dont une partie figure sur la pochette de 1981 de l'album Fair Warning du groupe américain Van Halen. Son expérience à l'hôpital est documentée dans un des livres de Life Science Library (en), The Mind (1965).
Originellement membre de l'Église orthodoxe ukrainienne, il se convertit au catholicisme en 1957. Il peint une série d'œuvres sur le thème de la Passion du Christ et de la Nativité.